# ویکی‌پدیا و حمله روسیه به اوکراین
حمله روسیه به اوکراین در سال ۲۰۲۲ به طور گسترده در ویکی‌پدیا در بسیاری از زبان‌ها پوشش داده شده‌است. این پوشش شامل مقالات مربوط به خود تهاجم و مرتبط با آن، و به‌روزرسانی مقالات قبلی موجود برای در نظر گرفتن تهاجم است. پوشش ویکی‌پدیا و سایر پروژه‌های ویکی‌مدیا از درگیری - و اینکه چگونه جامعه ویرایشگر داوطلب به آن پوشش دست یافت - توجه رسانه‌ها و دولت قابل توجهی را به خود جلب کرده‌است.

## پاسخ‌ها از ویکی‌پدیا
ویکی‌پدیاهای گرجی و اوکراینی لوگوی خود را تغییر دادند تا رنگ آبی و طلایی پرچم اوکراین را بازتاب دهد.
بنیاد ویکی‌مدیا در ۱ مارس ۲۰۲۲ بیانیه‌ای منتشر کرد و خواستار «دسترسی مستمر به دانش آزاد» و «حل و فصل فوری و مسالمت‌آمیز مناقشه» شد.